# Pteromalus matsuyadorii
Pteromalus matsuyadorii är en stekelart som beskrevs av Matsumura 1926. Pteromalus matsuyadorii ingår i släktet Pteromalus och familjen puppglanssteklar. Inga underarter finns listade i Catalogue of Life.